# Jetpac
Jetpac é um jogo eletrônico de tiro em estilo arcade desenvolvido e publicado pela Ultimate Play the Game e lançado para o ZX Spectrum e VIC-20 em 1983 e para o BBC Micro em 1984. O jogo é o primeiro da série Jetman, e é o primeiro jogo a ser lançado pela empresa Ultimate, mais tarde conhecida como Rare. O jogo segue Jetman enquanto ele deve reconstruir seu foguete para explorar diferentes planetas, enquanto simultaneamente se defende de alienígenas hostis. Jetpac foi incluído em uma série de outros títulos da Rare, como um minijogo desbloqueável em Donkey Kong 64 de 1999 e parte da compilação Rare Replay de 2015. O jogo foi posteriormente incluído em uma compilação de jogos no ZX Spectrum Vega. Mais tarde, gerou duas sequências diretas e um remake em 2007, Jetpac Refuelled, que foi lançado para o serviço Xbox Live Arcade.
O jogo foi escrito pelo co-fundador da Ultimate, Chris Stamper e seus gráficos foram desenhados por seu irmão, Tim Stamper. Jetpac era um dos poucos jogos do Spectrum também disponíveis em formato ROM para uso com a Interface 2, permitindo o carregamento "instantâneo" do jogo quando o método normal de carregamento do cassete levava minutos. O jogo foi recebido com aclamação da crítica após o lançamento, com os críticos elogiando a apresentação e a jogabilidade do jogo. Posteriormente, ganhou o título de "Jogo do Ano" na Golden Joystick Awards em 1983.

## Jogabilidade

Três seções de foguetes precisam ser montadas antes que Jetman possa deixar este planeta

O jogo é apresentado em um contorno horizontal e consiste em três plataformas nas quais Jetman pode manobrar. Jetman deve montar seu foguete (que se espalha em pedaços ao redor do mapa) e, em seguida, enchê-lo com combustível antes de decolar para o próximo planeta, onde o procedimento é amplamente repetido com procedimentos alternativos. Além disso, o jogador tem que se defender dos alienígenas do planeta e, para ganhar pontos bônus, coletar recursos valiosos que ocasionalmente caem de cima.
Após o primeiro nível, o foguete permanece montado e só precisa ser reabastecido. No entanto, a cada quatro níveis, o foguete é reiniciado (dando ao jogador uma vida extra) e a substituição deve ser construída antes que possa ser reabastecido para a decolagem. Cada novo modelo tem um novo design com um número maior escrito nele, embora a jogabilidade principal permaneça inalterada. Os inimigos mudam de forma a cada nível (voltando ao primeiro após oito níveis) e cada alienígena tem um padrão diferente de movimento, o que significa que eles podem ser tratados de uma maneira diferente.

## Desenvolvimento
"Cada um dos títulos de Jetman do Spectrum ofereceu uma abordagem única para o jogo de busca pela sobrevivência."

—Ste Pickford numa entrevista retrospectiva da Retro Gamer
A Ultimate Play the Game foi fundada pelos irmãos Tim e Chris Stamper, junto com a esposa de Tim, Carol, em sua sede na cidade de Ashby-de-la-Zouch no ano de 1982. Eles começaram a produzir vários jogos eletrônicos para o ZX Spectrum no início da década de 1980. A empresa era conhecida por sua relutância em revelar detalhes sobre suas operações e seus próximos projetos. Pouco se sabia sobre seu processo de desenvolvimento, exceto que costumavam trabalhar em "equipes separadas"; uma equipe trabalhava no desenvolvimento, enquanto a outra se concentraria em outros aspectos, como som e gráficos. Enquanto desenvolviam Jetpac, os irmãos Stamper estudaram de perto o florescente mercado de jogos japoneses e começaram a praticar o desenvolvimento de jogos para o seu console, o Famicom, mais tarde prevendo que o ZX Spectrum teria uma vida útil limitada.
Jetpac era um dos poucos jogos Spectrum também disponíveis em formato ROM para uso com a Interface 2, permitindo o carregamento "instantâneo" do jogo quando o método normal de carregamento de cassete demorava minutos. O jogo usava a técnica comum de colocar sprites planares com sprites de imagem em cima de outro, o que geralmente criava cores sobrepostas nas versões ZX Spectrum e BBC Micro do jogo. O jogo também foi capaz de rodar na versão 16K do Spectrum.

## Recepção
O jogo foi aclamado pela crítica após o lançamento. A revista Crash elogiou os gráficos e a apresentação, citando que eles eram "do mais alto padrão" e acrescentou que era "difícil encontrar falhas reais" no jogo. A Computer and Video Games (CVG) também elogiou os gráficos, afirmando que a apresentação foi "excelente" e a jogabilidade foi considerada viciante. Em uma revisão retrospectiva, Chris Wilkins da Eurogamer notou que os gráficos coloridos e efeitos sonoros eram avançados para a época, mas o que realmente criou uma experiência "perfeita" foi sua jogabilidade simples.
A ZX Computing elogiou a jogabilidade e o valor de repetição do jogo, afirmando que Jetpac era "um software muito bem montado". O jogo foi o número um no primeiro gráfico de vendas do Spectrum publicado pela CVG. A versão do ZX Spectrum foi eleita a número 73 nos 100 melhores jogos de todos os tempos dos leitores da Your Sinclair em 1993 e foi eleito o 14º melhor jogo de todos os tempos pelos leitores da Retro Gamer por um artigo que estava programado para ser publicado na edição especial de homenagem a Your Sinclair. O jogo ganhou o título de "Jogo do Ano" na Golden Joystick Awards de 1983.

### Legado
A popularidade de Jetpac gerou ainda duas sequências, Lunar Jetman (1983) e Solar Jetman (1990). Este último, no entanto, não foi lançado para o ZX Spectrum devido às vendas decepcionantes da versão original do NES, embora uma versão para o Commodore 64 tenha sido finalizada, mas nunca lançada.
O jogo vendeu um total de 300 mil unidades para o ZX Spectrum e gerou 1 milhão de libras em receita para a Ultimate Play the Game, permitindo aos irmãos Stamper ganhar uma posição no mercado inicial de jogos eletrônicos. Após o lançamento do jogo, Jetpac foi parodiado em uma longa história de quadrinhos da Crash chamada Lunar Jetman. A tira, desenhada por John Richardson, durou de julho de 1984 a outubro de 1991 e ganhou elogios dos leitores. Para revelar a história em quadrinhos, as fotografias tiveram que ser processadas manualmente em tom fotomecânico e depois transferidas para o papel, sendo totalmente coloridas no final da década de 1980.
Desde o seu lançamento, Jetpac foi incluído em vários outros jogos desenvolvidos pela Rare. O jogo pode ser jogado em Donkey Kong 64, onde pode ser desbloqueado para jogar no laboratório de Cranky Kong após a obtenção de 15 medalhas de banana. Ao derrotar a pontuação mais alta de Cranky Kong, o mesmo recompensa o jogador com a Moeda Rareware, que é necessária para vencer o jogo. O jogo foi mantido em abril de 2015 no relançamento do Virtual Console de Donkey Kong 64 no Wii U, apesar da propriedade pertencer tecnicamente à Microsoft. Um remake aprimorado de Jetpac, intitulado de Jetpac Refuelled, foi lançado no Xbox Live Arcade em março de 2007. A conferência de imprensa da Microsoft na E3 2015 revelou o título da compilação Rare Replay, que tem uma seleção de trinta jogos da biblioteca de jogos da Rare, incluindo o Jetpac original e suas duas sequências e remake, tornando a série Jetman a mais representada na coleção.